# Harpactea saeva
Harpactea saeva là một loài nhện trong họ Dysderidae.
Loài này thuộc chi Harpactea. Harpactea saeva được miêu tả năm 1879 bởi Herman.